# Наращённая треугольная призма
Наращённая треуго́льная при́зма — один из многогранников Джонсона (J49, по Залгаллеру — П3+М2).
Составлена из 8 граней: 6 правильных треугольников и 2 квадратов. Каждая квадратная грань окружена одной квадратной и тремя треугольными; среди треугольных 2 грани окружены двумя квадратными и треугольной, 2 грани — одной квадратной и двумя треугольными, остальные 2 — тремя треугольными.
Имеет 13 рёбер одинаковой длины. 1 ребро располагается между двумя квадратными гранями, 6 рёбер — между квадратной и треугольной, остальные 6 — между двумя треугольными.
У наращённой треугольной призмы 7 вершин. В 2 вершинах сходятся две квадратных грани и одна треугольная; в 4 вершинах (расположенных как вершины квадрата) — одна квадратная и три треугольных; в 1 вершине — четыре треугольных.
Наращённую треугольную призму можно получить из двух многогранников — квадратной пирамиды (J1) и правильной треугольной призмы, все рёбра у которых одинаковой длины, — приложив их друг к другу квадратными гранями.

## Метрические характеристики
Если наращённая треугольная призма имеет ребро длины {\displaystyle a}, её площадь поверхности и объём выражаются как
{\displaystyle S=\left(2+{\frac {3{\sqrt {3}}}{2}}\right)a^{2}\approx 4{,}5980762a^{2},}
{\displaystyle V=\left({\frac {\sqrt {2}}{6}}+{\frac {\sqrt {3}}{4}}\right)a^{3}\approx 0{,}6687150a^{3}.}

## В координатах
Наращённую треугольную призму с длиной ребра {\displaystyle 2} можно расположить в декартовой системе координат так, чтобы её вершины имели координаты
- {\displaystyle (0;\;\pm 1;\;{\sqrt {3}}),}
- {\displaystyle (\pm 1;\;\pm 1;\;0),}
- {\displaystyle (0;\;0;\;-{\sqrt {2}}).}

При этом ось симметрии многогранника будет совпадать с осью Oz, а две плоскости симметрии — с плоскостями xOz и yOz.